# Erinaceus
Genre
Erinaceus est un genre de hérissons qui comprend plusieurs espèces de mammifères insectivores.

## Liste d'espèces
Selon ITIS et MSW :
- Erinaceus amurensis Schrenk, 1859 - Hérisson de l'Amur[3]
- Erinaceus concolor Martin, 1838 - Hérisson oriental[3]
- Erinaceus europaeus Linnaeus, 1758 - Hérisson commun[3]
- Erinaceus roumanicus Barrett-Hamilton, 1900
- Erinaceus manomillus Killian, 1950 - Hérisson annelé

## Protection
Les espèces du genre Erinaceus sont des espèces protégées.
Des tunnels sont aménagés sous les autoroutes à leur intention.